# Constituția Republicii Cehe

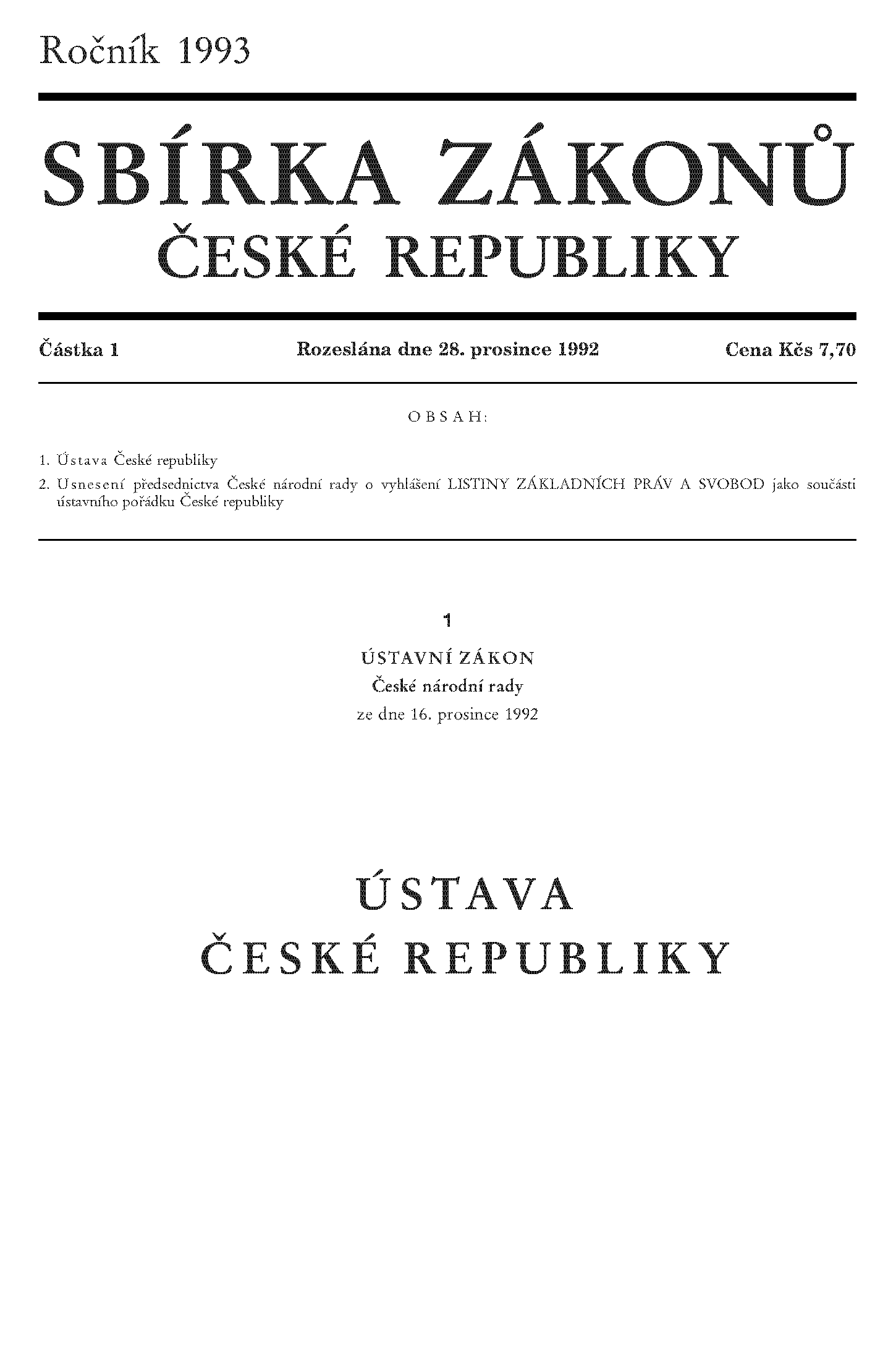
Prima pagină a Constituției

Actuala Constituție a Republicii Cehe (Ústava České republiky) a fost adoptată la 16 decembrie 1992.

## Scurt istoric
După primul război mondial, s-a format Cehoslovacia, prin desprinderea Cehiei și a Slovaciei din Imperiul Austro-Ungar și reunirea lor într-un singur stat.
A existat inițial o Constituție provizorie, adoptată la 14 noiembrie 1918. Modelul preluat era cel al SUA și al Franței.
Prima Constituție, cea din 1920, includea printre prevederile ei și principiul controlului constituționalității legilor.
Una dintre problemele importante din Cehoslovacia interbelică era și cea a minorităților etnice; s-a pus accent, de aceea, și pe protecția drepturilor minorităților pe teritoriul cehoslovac.
Cele mai importante dintre principiile generale, care se bazează Constituția din 1920 sunt principiul independenței instituțiilor judiciare, libertatea de exprimare, libertatea de organizare.
După terminarea celui de al doilea război mondial, Cehoslovacia, care fusese sub control german, revenea la Constituția întocmită înainte de război.
Apoi, după preluarea puterii de către partidul comunist, au fost adoptate noi Constituții, în 1948 și 1960. Între altele, partidul comunist a eliminat rolul Curții Constituționale și și-a proclamat propriul rol conducător.
După îndepărtarea partidului comunist de la conducere, s-a revenit la democrație. La 25 noiembrie 1992, prin votul Parlamentului Cehoslovaciei, s-a hotărât constituirea a două republici independente, Cehia si Slovacia.
În Cehia au fost aplicate reforme cu caracter liberal și economic.
La 16 decembrie 1992 apare noua Constituție, care este și cea actuală.

## Principiile generale
Aceste principii pot fi exprimate prin urmatoarele idei:
Unitate, autoguvernare, republicanism, democrație și următoarele obiective pe care vor sa le urmeze:
Protecția minorităților, regulile de drept, aplicarea directa a tratatelor internationale in drepturile omului, integrarea teritoriala.
Capitala statului este Praga.

## Structura Constituției
Constituția se bazează pe ideea separării puterilor în stat.
În reglementările privitoare la desfășurarea alegerilor se observă mai ales influența SUA.
Constituția este formată din opt capitole, având la începutul ei un preambul și având încorporată și o declarație a drepturilor si liberățtilor fundamentale ale cetățenilor.
Fiecarei dintre puterile din stat îi este dedicat un capitol. Ele sunt separate. În alte capitole ea cuprinde și alte prevederi fundamentale privind instituțiile statului din finanțe și din administrație.

## Prevederile de bază din Constituție
La început se pune în evidență ideea importanței uniății teritoriale a Republicii Cehe.
După ordinea puterilor, sunt precizate pentru fiecare lucrurile acestea:
Puterea legislativa se împarte în mod corespunzător între cele două camere distincte.
-Presedintele supravegheaza desfasurarea activităților din cele două camere și respectarea fiecărui termen alocat pentru efectuarea sarcinilor cu care se ocupă ele.
-Conducerea din camera deputaților stabilește regulile după care se desfășoară apoi reunirea celor două camere. Iar cel care le stabilește respectă și regulile procedurale.
-Parlamentul aplicarea prevederilor din tratatele internaționale pentru toate cazurile de război.
-Ambele camere participă la măsurile executive pentru trimiterea forțelor pe teritoriile străine.
-Un criteriu pentru prioritatea deciziilor în vederea acordului dintre cele două camere este acela al majoritatii.
-Parlamentul are deciziile cu privire la drepturile fundamentale, la acordurile politice și cele economice.
Puterea executivă 
Acest tip de putere e reprezentată prin puterea președintelui, iar acesta o împarte și cu guvernul.
Președintele este ales într-o ședinta a celor două camere.
Puterea președintelui are ca scop garantarea stării de siguranță și normalitate între organele de decizii și activitatea lor.
Președintele este cu guvernul într-o relație de parteneriat.
Puterea juridică
Independența pentru puterea juridică este exprimată cu putere.
Curtea Constituțională are misiunea să vegheze asupra respectării și afirmării drepturilor fundamentale ale cetățenilor; Ea de asemenea supraveghează cadrul legislativ, cât și raporturile dintre reglementările legale si prevederile din constituție.
Ea are funcția și să verifice desfășurarea corectă a procesului de alegere a senatorilor si deputaților.
Și tot ea supraveghează și relațiile dintre puterile din stat, și între membrii lor.
Se ocupă apoi și de rezolvarea unor controverse între statele membre și administrația internă, dacă face parte aceasta din competențele pe care le are ea.